# José Antonio Etxebarrieta
José Antonio Etxebarrieta Ortiz (Bilbao, 1940 - 1973) fue un abogado español  y dirigente de Euskadi Ta Askatasuna (ETA), hermano de Txabi Etxebarrieta. 

## Biografía
Militante de EGI, en 1958 fue detenido por primera vez cuando repartía octavillas en Begoña y encarcelado dos meses en Larrinaga. Una vez liberado, se fue a París, donde tuvo duros enfrentamientos con la dirección del Partido Nacionalista Vasco, lo que le llevó a contactar con ETA.
El verano de 1963 cayó gravemente enfermo y le fue diagnosticada una "mielitis transversa de medula espinal", una rara enfermedad provocada por la inflamación de la médula espinal. Durante tres años estuvo completamente paralizado, pasando grandes temporadas ingresado en un sanatorio, donde recibía frecuentes visitas de su hermano Txabi. Durante la convalecencia leyó clásicos marxistas, especialmente a Lenin. En 1966 empezó a caminar ayudándose con muletas y preparó para la V Asamblea el Informe Txatarra, que se convirtió en la base argumental para expulsar de ETA al sector que luego se transformaría en el Movimiento Comunista de Euskadi (EMK).
Dentro de ETA se encargó de la redacción de la publicación Zutik. Con motivo del proceso de Burgos se encargó de la defensa de Xabier Izko de la Iglesia, acusado de ser el autor material de la muerte de Melitón Manzanas. En 48 horas redactó los 80 folios de alegaciones contra la acusación que pesaba sobre Izko. Posteriormente colaboraría con Gisèle Halimi en la elaboración del famoso libro sobre el proceso.
En marzo de 1973, tuvo un súbito agravamiento de su enfermedad. A pesar de ello participó en la defensa de militantes de ETA ante un nuevo consejo de guerra. Murió el 3 de abril de ese mismo año.